# Petra (Maskottchen)

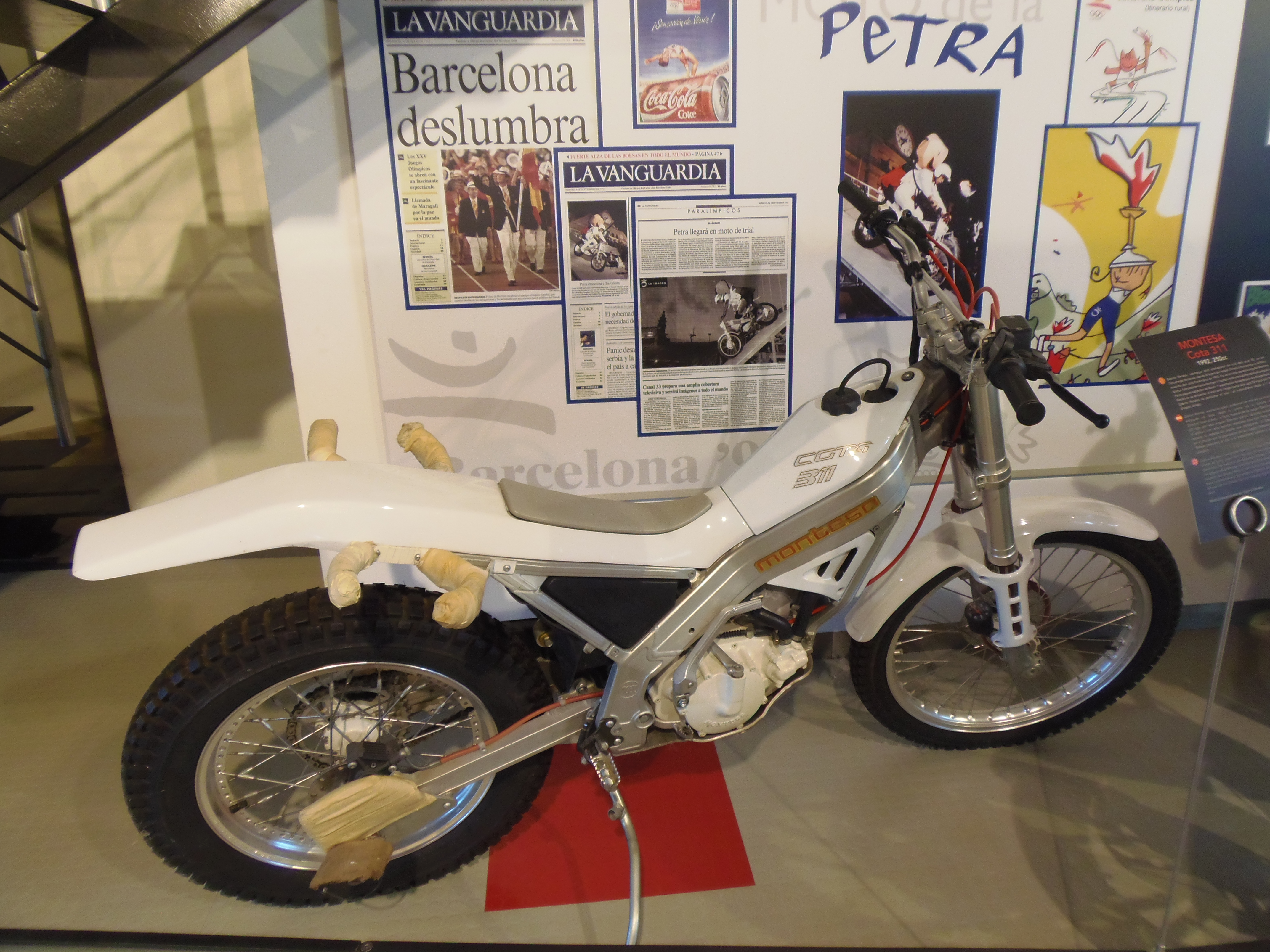
Das Motorrad, auf dem Petra an der Eröffnungsfeier teilnahm. Im Hintergrund Abbildungen und Fotos des Maskottchens.

Petra war das offizielle Maskottchen der Sommer-Paralympics 1992 in Barcelona.

## Beschreibung
Petra war eine stilisierte junge Läuferin, der beide Arme fehlten. Sie wurde je nach Sportart in verschiedenen Bekleidungen präsentiert. Das Internationale Paralympische Komitee beschreibt Petra als „positives, extrovertiertes, unabhängiges, energisches und mutiges Mädchen ohne Arme“.
Petra wurde vom spanischen Designer Javier Mariscal, der auch das Maskottchen Cobi für die Olympischen Sommerspiele 1992 entwarf, gestaltet. Ebenso wie Cobi geht Petra auf eine der früheren Comicfiguren Mariscals zurück. Petra wurde 1991 offiziell als Maskottchen der Paralympischen Spiele vorgestellt.

## Sonstiges
Zu ihrem Auftritt bei der Eröffnungsfeier der Paralympischen Spiele im Olympiastadion Barcelona wurde Petra mit einem Motorrad in die Arena gefahren. Petra war Sozia auf einer Maschine vom Typ Montesa Cota 311, die vom katalanischen Motorrad-Trial-Piloten Gabino Renales Guerrero gesteuert wurde. Das Motorrad ist heute Teil der Ausstellung des Museu de la Moto in Bassella.
In der 26-teiligen Zeichentrickserie The Cobi Troupe, die 1990 unter der Leitung von Javier Mariscal entwickelt und ausgestrahlt wurde, war Petra eine der Hauptfiguren.